# Mary (słoń)

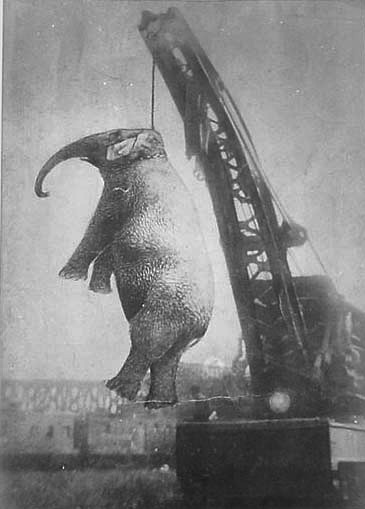
Egzekucja słonicy Mary

Mary – słonica azjatycka o wadze około 5 ton, która występowała w cyrku Sparks World Famous Shows. Została powieszona przy użyciu dźwigu za zabicie pomocnika swojego tresera.
11 września 1916 roku cyrk Sparks World Famous Shows zatrudnił niejakiego Red Eldridge’a w charakterze pomocnika tresera słoni. Następnego dnia, gdy cyrk przebywał w Kingsport w stanie Tennessee, Red prowadził słonicę do sadzawki, gdzie można było ją umyć i napoić. Najprawdopodobniej gdy słonica schylała się by zjeść arbuzy, poruszył ją za uchem i właśnie to rozjuszyło zwierzę, które schwyciło opiekuna trąbą a następnie rzuciło nim o ziemię i gdy ten leżał nieprzytomny, Mary zmiażdżyła jego głowę nogą.
Natychmiast pojawiły się głosy żądające zabicia słonicy. Już po kilkunastu minutach od zdarzenia miejscowy kowal próbował zabić słonia, jednakże wystrzelone przez niego dwa tuziny naboi nie wyrządziły Mary większej krzywdy. Po tym jak w okolicy rozniosła się wieść o śmierci pomocnika tresera, sąsiednie miasta zaczęły odmawiać wpuszczenia cyrku. Właściciel cyrku, Charlie Sparks zdecydował się w związku z tym na publiczną egzekucję słonicy. 13 września Mary została przetransportowana koleją do Erwin. Gdy pociąg dotarł na miejsce, na egzekucję czekało już blisko 2,5 tysiąca gapiów.
Słonicę powieszono przy użyciu dźwigu. Podczas pierwszej próby zerwał się łańcuch, w wyniku czego zwierzę upadło, łamiąc nogi. Druga próba powieszenia Mary powiodła się. Zwierzę zostało pochowane przy torach, nieopodal miejsca egzekucji.
Weterynarz zbadał Mary po powieszeniu i ustalił, że miała poważnie zainfekowany ząb dokładnie w miejscu, w którym Red Eldridge ją szturchnął. Autentyczność szeroko rozpowszechnionego (i mocno wyretuszowanego) zdjęcia jej śmierci została po latach zakwestionowana przez magazyn Argosy.